# Enrico Novaria
Enrico Novaria (Pavia, 8 ottobre 1839 – battaglia della Bezzecca, 21 luglio 1866) è stato un patriota e militare italiano, che partecipò alla seconda guerra d'indipendenza, alla spedizione dei Mille, e alla terza guerra d'indipendenza. Decorato di Medaglia d'argento al valor militare per il coraggio dimostrato durante la battaglia del Volturno.

## Biografia
Nacque a Pavia l’8 ottobre 1839, figlio di Domenico e Teresa Secondi. In giovane età lavorò nel commercio insieme con il padre, ma animato da ardenti sentimenti patriottici, con lo scoppio della seconda guerra d’indipendenza si arruolò volontario nel 1º Reggimento del corpo dei Cacciatori delle Alpi, allora al comando del generale Giuseppe Garibaldi, inquadrato nell’Armata sarda. Partecipò alla battaglia di Varese e nelle successive di San Fermo e di Treponti, combattendo fino alla firma dell’armistizio di Villafranca.
Seguì poi Garibaldi nella spedizione dei Mille, sbarcando a Marsala l’11 maggio 1860 come ufficiale della 7ª Compagnia. Si distinse durante la battaglia di Calatafimi (15 maggio) e nella conquista di Palermo (28 maggio), per cui fu poi decorato con la Medaglia d'argento al valor militare. Il 1º ottobre, durante la battaglia del Volturno, prese parte alla strenua difesa del Monte Corvo distinguendosi talmente che Garibaldi, il giorno successivo lo nominò capitano del 2º Reggimento, II Brigata della 15ª Divisione. Dopo la fine della campagna militare ritornò alla vita civile, ma allo scoppio della terza guerra d'indipendenza si arruolò nuovamente nei Cacciatori delle Alpi di Garibaldi, partecipando alle prime operazioni belliche. Perse la vita nel corso della battaglia della Bezzecca, il 21 luglio 1866, colpito a morte da cinque colpi di moschetto mentre guidava i suoi soldati all’attacco.

### Annotazioni
1. ↑  Tale reggimento era al comando di Enrico Cosenz.

### Fonti
1. 1 2 3 4 5 6 7 8 9 10 11  D'Ayala 1868, p. 284.
2. 1 2 3 4 5 6 7  D'Ayala 1868, p. 285.